# 니시 오사무
니시 오사무 (西修, 1992년 4월 22일 출생)는 일본의 여성 판타지 만화가로 아이치현 도요하시시 출신이다. 대표작은 악마에 입문했습니다! 이루마 군.